# كاكوجي كاكوتا
كاكوجي كاكوتا (باليابانية: 角 田 覚 治) (23 سبتمبر 1890 - 2 أغسطس 1944)، كان أدميرالًا في البحرية الإمبراطورية اليابانية خلال الحرب العالمية الثانية. عُرف عنه قيادته لوحدات الطيران البحرية اليابانية في حرب المحيط الهادئ.